# خویدجان
روستای خویدجان در 6 کیلو متری جنوب شهرستان فیروزاباد فارس قرار دارد.
از شمال با روستای امین آباد ، از شمال شرق با روستای منارویه ، از جنوب با روستای دهبین و از شرق با روستای لهراسب( محل دفن لاله و لادن دو قلو های از سر به هم چسبیده)
همسایه می باشد.
شغل اکثر اهالی کشاورزی و دامداری است.
این روستا دارای خانه بهداشت ، مخابرات ، مدرسه ابتدایی می باشد.
ساختمان دهیاری ،زمین فوتبال چمن مصنوعی ،نانوایی،چهار مغازه سوپر مارکت.
جاده ارتباطی روستا تا شهرستان از هر دو مسیر دانشگاه آزاد و امین اباد آسفالته است.
این روستا 3 شهید  دوران دفاع مقدس  انقلاب اسلامی بنام های 

شهید نورمحمد رحیمی ، شهید نوروز خرمی ، جاوید الاثر ملت تهمتن می باشد.
خویدجان، روستایی از توابع بخش مرکزی شهرستان فیروزآباد در استان فارس ایران است.

## جمعیت
این روستا در دهستان احمدآباد قرار دارد و براساس سرشماری مرکز آمار ایران در سال ۱۳۸۵، جمعیت آن ۸۶۴ نفر (۱۸۷خانوار) بوده‌است.